# Skuldelev
Skuldelev é uma localidade da Dinamarca, situada no norte da ilha da Zelândia.

Tem cerca de 883 habitantes (2015), e pertence à Comuna de Frederikssund.

Skuldelev é conhecida pelos barcos de Skuldelev - cinco navios víquingues, construídos em 1030-1050 e achados em 1957 no fiorde de Roskilde.